# Brent Sancho
Brent Sancho, född 13 mars 1977 i Port of Spain, Trinidad och Tobago. Spelar som försvarsspelare i Trinidad och Tobagos herrlandslag i fotboll.

## Klubbar
- MyPa (1999)
- Tervarit FC (1999)
- Joe Public (1999)
- Charleston Battery (2000)
- Portland Timbers (2001-2002)
- San Juan Jabloteh (2003)
- Dundee FC (2003-2005)
- Gillingham FC (2005-2007)
- Millwall FC (2007-2008)
- Ross County FC (2008)
- Atlanta Silverbacks (2008)
- North East Stars (2008)
- Rochester Rhinos (2009)
- North East Stars (2010)